# 拉脱脱日聂赞
拉妥妥日聂赞（藏語：ཐོ་ཐོ་རི་གཉན་བཙན།，威利转写：Lha tho tho ri gnyan btsan，460年—?），又译为拉脱脱日聂赞（吐蕃王朝早期下赞五王第五位）等，《新唐书》作佗土度。按照藏族的传统他是吐蕃王朝第28任赞普，吐蕃王朝立国之君松赞干布的高祖父之父。《贤者喜宴》上记载他因为供奉从天而降的佛教法器（当时他并不知道什么是佛教，天空传音说五世後会知道这些器物的秘密），而活了120岁。這些法器中，其中一項是刻有六字真言的嘛呢石。另一件是《百拜谶悔经》。也有說包括了《佛說大乘莊嚴寶王經》、《十善業道經》、《诸佛菩萨名称经》或《宝箧经》。《青史》中解釋，因為苯波教崇拜天空，所以從天而降之說是出自苯波教。實際上，這些法典是由洛生措（慧生護）班智達和里第生譯師帶到吐蕃。然而，國王不識字且更不知其義，班智達和譯師即返回。